# セイノーホールディングス
セイノーホールディングス株式会社（英: SEINO HOLDINGS CO.,LTD.）は、岐阜県大垣市に本社を置く大手運輸企業西濃運輸グループの持株会社である。

## 沿革

### 創業から開戦。そして終戦
1930年（昭和5年）、岐阜県益田郡萩原町(現・下呂市)にて、田口利八が前身となる田口自動車を創業。当時、国鉄高山本線（現・JR高山本線）等の公共工事が盛んで、事業は順風満帆であった。更なる成長の為、他の都市部への進出を計画、岐阜県の県都岐阜市、中部地方の中枢都市名古屋市等の進出を検討したが、結局大垣市へ拠点を移す。理由としては、大垣市が紡績産業が盛んであった事、日本の中央部に位置し、将来の高速道路網でも当地付近が全国各地への結節点になるであろうという考えからであった。なお、結果的には米原市と小牧市の2箇所に結節点が分極する形で現在の高速道路網が出来上がったが、いずれも大垣市から遠くない距離にあり（大垣市は小牧市と米原市のほぼ中間に位置する）、将来の高速道路網整備を見据えて当地に拠点を置くという考えは、やはり先見の明であったといえる。
大垣での事業も絶好調だったが、時代は太平洋戦争へと突入。政府はトラック輸送の効率化の名のもとに、俗に言う戦時統合を推進。大垣周辺でも当地の零細運送会社を統合し、西濃トラック運輸株式会社が発足する。更に政府は、道府県各地区1業者にせよと命令、これにより、西濃地方の各社が統合、西濃運輸が発足する。
しかし戦局は泥沼化。米軍は、日本の地方都市にも焼夷弾による空襲をしかける。岐阜市、各務原市へも空襲が及び、大垣空襲も行なわれ、多くの県民が犠牲となった。大垣空襲の半月後、玉音放送により空襲の焦土の中、終戦を迎える。

### 戦災復興〜長距離定期貨物便〜輸送立国
終戦後、戦時統合が解かれ、水都産業株式会社発足。戦災復興もあり、トラック業界は花形産業になるが、復興関連の需要は一種の特需であり、復興後に需要が減る時期へ対処する為、特需の続くうちに将来への布石が求められた。そこで練られた戦略が、長距離定期貨物便、今で言う特別積合せである。当時の貨物輸送の主流は国鉄（現JR貨物）による鉄道貨物輸送であり、一部の中距離路線便を地場の会社もしくは日本通運が行っているに過ぎなかった。ここに水都産業は着目し、近い将来高速道路網が整備されて自動車の時代が到来すれば、物流の世界も長距離トラック輸送の時代へと変化すると判断したのである。
まもなく当時の運輸省を訪ね、免許を申請。当時は前代未聞のことでもあり、なかなか認可がおりなかったが、田口利八が16回も通いつめた末に認可を手にした。このころ社名を再び、西濃運輸株式会社に変更し、大垣〜名古屋を皮切りに、大阪・東京へと路線網を延伸していくが同業他社である日本運送（現JPロジスティクス）や福山通運、トナミ運輸なども続々進出し、路線網を拡大。特に西濃運輸の拡大には、当時のヤマト運輸の小倉社長も脅威を感じ、羨ましくもあったという。

### さらなる飛躍そして上場
その後も更に西進、東進を続け、1971年には青森〜鹿児島にいたる長大路線網を確立させる。
1971年には名古屋証券取引所に上場、1972年11月東京証券取引所一部に上場。

### そして現在へ
2021年10月現在ではグループ各社により、東海道新幹線をつかった超特急便や午前中の到着を確約し不着の場合には全額返金するビジネス便、デパート納品を円滑化する為の納品パック、そして昨今の機密保持ニーズに応えるべく機密回収BOX等、物流新商品の開発や提案を進めている。
2005年に、各事業の収支明確化と、効率化を図るべく持株会社制へ移行する。

## 年表
- 1930年2月 - 田口自動車創業。
- 1933年4月 - 拠点を大垣市に移転。
- 1941年1月 - 西濃トラック運輸株式会社設立。
- 1944年11月 - 戦時陸運統制令により合同会社になる。
- 1946年11月 - 水都産業株式会社設立（上記の合同会社より分散）。
- 1948年10月 - 社名を西濃トラック運輸株式会社に変更。
- 1955年1月 - 社名を西濃運輸株式会社に変更。社章は田口利八の姓の田と口を合わせハンドルとかけたデザインの田口マークとした。
- 1959年9月 -東京ー大阪間で定期便開始。
- 1960年 - 初代サンスターカンガルーマークを導入。
- 1961年 - 仙台進出、東北へ路線網拡大。
- 1966年 - 本社を現在地、大垣市田口町に移転。
- 1969年 - 新潟・熊本・大分進出、九州、北陸へ路線網拡大。福岡県福岡地方・佐賀県・長崎県・熊本県は昭和自動車グループの昭和貨物を傘下に納め、昭和貨物を昭和西濃運輸へ改称。福岡県北九州地方と大分県（後に宮崎県延岡地区も）は西濃運輸本社直営で進出。
- 1970年 - 青森進出。
- 1971年
  - 4月1日 - いわさきグループの千石運輸を傘下に納める。同時に千石運輸を千石西濃運輸へ改称、宮崎・鹿児島両県に進出。
  - 11月1日 - 名古屋証券取引所二部に新規上場。
- 1972年
  - 9月 - 名古屋証券取引所一部へ昇格。
  - 11月 - 東京証券取引所一部に重複上場。
- 1988年 - 甲府支店、奈良支店が開業し47都道府県全てに支店開設を達成。
- 1990年4月 - サンスターカンガルーマークをリニューアル。16本のラインは田口利八が運輸省へ16回申請したことに由来。これに伴い田口マークと呼ばれハンドルと田口を組み合わせた社章はあまり使われなくなったが、2021年現在も株券等では社章が使われる。
- 2001年8月6日 - 東海西濃運輸（JASDAQ）、関東西濃運輸（JASDAQ）、濃飛西濃運輸（名証2部）を株式交換により完全子会社化する。
- 2005年10月1日 - 会社分割により、子会社（新）西濃運輸株式会社を設立して、持株会社化し、現社名に変更。同時に、株式交換により、トヨタカローラ岐阜（2023年1月1日付でネッツトヨタ岐阜が吸収合併）、岐阜日野自動車（2社ともに名証2部（現・メイン）上場）、ネッツトヨタ岐阜（現・トヨタカローラネッツ岐阜）、ネッツトヨタセントロ岐阜（2010年10月1日付でネッツトヨタ岐阜が吸収合併）を完全子会社化する。
- 2008年8月1日 - 西濃運輸健康保険組合を解散。
- 2009年4月 - 西武運輸（現・セイノースーパーエクスプレス）を西武グループより買収し子会社化する。
- 2018年
  - 1月22日 - 阪急阪神ホールディングス及びその子会社である阪急阪神エクスプレスと資本業務提携[4]。
  - 4月1日 - 阪急阪神ホールディングス・阪急阪神エクスプレスによる第三者割当増資を全額引き受けることにより、阪急阪神エクスプレスの普通株式（持株比率は約34%）を取得。
- 2024年10月1日 - 三菱電機ロジスティクスの株式のうち、議決権ベースで66.6%の株式を取得し、連結子会社化。同時に三菱電機ロジスティクスの商号をMDロジスに変更[5][6]。

## 関連会社
連結子会社
- 西濃運輸株式会社
- 北海道西濃運輸株式会社
- 東北西濃運輸株式会社
- セイノースーパーエクスプレス株式会社
- 神奈川西濃運輸株式会社
- 伊豆西濃運輸株式会社
- 三重西濃運輸株式会社
- 日ノ丸西濃運輸株式会社
- 四国西濃運輸株式会社
- 九州西濃運輸株式会社
- 沖縄西濃運輸株式会社
- 昭和冷蔵株式会社
- MDロジス株式会社
- トヨタカローラネッツ岐阜株式会社
- トヨタホーム岐阜株式会社
- 岐阜日野自動車株式会社
- スイトトラベル株式会社
- 株式会社西濃自動車学校

なお、同じく大垣市に本社を置き、社名が類似する貨物鉄道会社の西濃鉄道とは資本・人材等の関連は一切ない。ただし、両者とも「美濃の西部」という地域名を社名の由来としている点においてのみ共通している。